# Ferula pachyphylla
Ferula pachyphylla är en flockblommig växtart som beskrevs av Jevgenij Korovin. Ferula pachyphylla ingår i släktet stinkflokesläktet, och familjen flockblommiga växter. Inga underarter finns listade i Catalogue of Life.